# ボツワナ同盟運動
ボツワナ同盟運動（ボツワナどうめいうんどう、英語: Botswana Alliance Movement, BAM）は、かつて存在したボツワナの政党。党首はエフレイム・レペトゥ・セツワエロ (Ephraim Lepetu Setshwaelo) 。
2009年の総選挙ではボツワナ会議党と選挙協力を結び、
得票率2.8パーセントで1議席を獲得した。これは同党成立以来初めての議席であった。